# Suheil al-Hassan
Suheil al-Hassan (in arabo سهيل الحسن‎?; Jableh, 10 giugno 1970) è un generale siriano, famoso per essere stato il comandante dell'unità speciale dell'Esercito arabo siriano delle Forze Tigre.

## Biografia
Al-Hassan si è laureato nell'accademia della forza aerea araba siriana nel 1991. Ha servito in diverse unità delle forze aeree arabe siriane e nel comando della difesa aerea completando diversi corsi di addestramento.
Dopo aver servito in queste unità ha aderito al servizio aereo d'intelligence dove è stato responsabile della sezione delle operazioni speciali.
Durante la guerra civile in Siria ha comandato le sue truppe in diversi scontri inclusa l'operazione Stella di Canopo e la battaglia per l'oleodotto di Shaer, al-Hassan fa parte della nuova generazione di comandanti militari siriani emersi durante la Guerra civile siriana il giornale francese Le Monde lo ha definito come un probabile rivale di Bashar al-Assad alla guida della Siria.
Nel gennaio 2023 al-Hassan è stato promosso a maggior generale.
Dall'aprile 2024, al-Hassan è stato nominato dal presidente Assad comandante delle forze speciali siriane.